# Yên Châu (thị trấn)
Yên Châu là thị trấn huyện lỵ của huyện Yên Châu, tỉnh Sơn La, Việt Nam.

## Địa lý
Thị trấn Yên Châu có vị trí địa lý:
- Phía bắc giáp xã Viêng Lán và xã Sặp Vạt
- Phía đông giáp xã Sặp Vạt
- Phía nam giáp xã Sặp Vạt và xã Viêng Lán
- Phía tây giáp xã Viêng Lán.

Thị trấn có tuyến quốc lộ 6 đi qua địa bàn. Suối Vạt có một số đoạn tạo thành ranh giới tự nhiên của thị trấn, suối Hẹ chảy qua khu vực trung tâm của thị trấn. Thị trấn Yên Châu có diện tích 1,15 km², dân số khoảng 3.976 người, mật độ dân số đạt 3457 người/km².

## Lịch sử
Thị trấn Yên Châu được thành lập vào ngày 28 tháng 2 năm 1988 trên cơ sở một phần diện tích và dân số của xã Viêng Lán.

## Hành chính
Thị trấn Yên Châu được chia thành 6 tiểu khu đánh số từ 1 đến 6.